# Чемпионат мира по снукеру среди ветеранов
Чемпионат мира по снукеру среди ветеранов (англ. Snooker World Professional Seniors Championship) — пригласительный снукерный турнир под эгидой WPBSA среди игроков старше 40 лет.
Турнир впервые был проведён в 1991 году в Сток-он-Тренте, и его победителем стал валлиец Клифф Уилсон. Затем чемпионат на долгое время прекратил своё существование и возобновился только в 2010 году. До этого, в 2000 году была попытка организовать тур ветеранов, в который планировалось включить и чемпионат мира, однако из-за недостаточной финансовой поддержки и отсутствия внимания со стороны массмедиа эта попытка осталась неудачной — прошёл только один турнир, World Seniors Masters. А в 2004 году IBSF организовала собственное мировое первенство, однако оно было несколько другим турниром и так и не вошло в официальный список чемпионатов мира.
В 2006 году прошёл единственный командный чемпионат мира, также под эгидой IBSF.
Возобновлённый чемпионат впервые прошёл в мае-ноябре 2010 года. Он включил в себя квалификационный (28-30 мая) раунд и финальную, телевизионную стадию (5-7 ноября). Одним из организаторов турнира стал экс-чемпион мира Джо Джонсон. Всего в финальной стадии тогда выступили 6 экс-чемпионов мира: Джо Джонсон, Стив Дэвис, Джон Пэррот, Кен Доэрти, Деннис Тейлор и Питер Эбдон, а также шестикратный финалист ЧМ Джимми Уайт. Планировалось и участие Алекса Хиггинса, но 24 июля 2010 года он умер. Победителем стал Джимми Уайт. В следующем турнире (2011 год) приняли участие большее количество игроков, однако и сам формат чемпионата сильно отличался от классического варианта снукера. Победителем в 2011 стал Даррен Морган.

## Победители чемпионатов мира среди ветеранов
| 1991                                     | Сток-он-Трент | Клифф Уилсон    | Эдди Чарльтон   | 5:4 |
| В 1992—2009 года чемпионат не проводился |               |                 |                 |     |
| 2010                                     | Брадфорд      | Джимми Уайт     | Стив Дэвис      | 4:1 |
| 2011                                     | Питерборо     | Даррен Морган   | Стив Дэвис      | 2:1 |
| 2012                                     | Портсмут      | Найджел Бонд    | Тони Чеппел     | 2:0 |
| 2013                                     | Портсмут      | Стив Дэвис      | Найджел Бонд    | 2:1 |
| В 2014 году чемпионат не проводился      |               |                 |                 |     |
| 2015                                     | Блэкпул       | Марк Уильямс    | Фергал О’Брайен | 2:1 |
| 2016                                     | Престон       | Марк Дэвис      | Даррен Морган   | 2:1 |
| 2017                                     | Сканторп      | Питер Лайнс     | Джон Пэрротт    | 4:0 |
| 2018                                     | Сканторп      | Аарон Канаван   | Патрик Уоллес   | 4:3 |
| 2019                                     | Шеффилд       | Джимми Уайт     | Даррен Морган   | 5:3 |
| 2020                                     | Шеффилд       | Джимми Уайт     | Кен Доэрти      | 5:4 |
| 2021                                     | Шеффилд       | Дэвид Лилли     | Джимми Уайт     | 5:3 |
| 2022                                     | Шеффилд       | Ли Уокер        | Джимми Уайт     | 5:4 |
| 2023                                     | Шеффилд       | Джимми Уайт     | Альфи Бёрден    | 5:3 |
| 2024                                     | Шеффилд       | Игорь Фигэйредо | Кен Доэрти      | 5:2 |

## Победители World Seniors Masters
| Год  | Место проведения | Победитель | Финалист      | Финальный счёт |
| ---- | ---------------- | ---------- | ------------- | -------------- |
| 2000 | Лондон           | Вилли Торн | Клифф Торбурн | 84-8           |

## Победители чемпионата мира IBSF
| Год  | Место проведения | Победитель    | Финалист        | Финальный счёт |
| ---- | ---------------- | ------------- | --------------- | -------------- |
| 2004 | Вельтховен       | Дин О'Кейн    | Юджин Хьюз      | 5:2            |
| 2005 | Манама           | Дин О'Кейн    | Юджин Хьюз      | 5:4            |
| 2006 | Амман            | Мохаммед Юсуф | Глен Уилкинсон  | 5:4            |
| 2007 | Корат            | Даррен Морган | Карнчай Вонгъян | 5:1            |
| 2008 | Вельс            | Дин О'Кейн    | Гит Сети        | 5:1            |
| 2009 | Хайдарабад       | Даррен Морган | Дин О'Кейн      | 6:0            |
| 2010 | Дамаск           | Филип Уильямс | Тай Пичит       | 6:4            |

## Победители командного чемпионата мира IBSF
| Год  | Место проведения | Победитель | Финалист  | Финальный счёт |
| ---- | ---------------- | ---------- | --------- | -------------- |
| 2006 | Сан-Хосе         | Англия     | Индия 'A' | 5:2            |